# Gelato (software)
Gelato (del italiano "helado") es un hardware creado por el fabricante de tarjetas gráficas Nvidia. Originalmente estaba diseñado para usarse con su GPU Quadro FX, aunque una GPU de clase Quadro ya no es un requisito, ya que ahora también es compatible con tarjetas GeForce. Diseñado para producir imágenes con calidad de película, Gelato usa un lenguaje de sombreado muy similar al de RenderMan. Gelato se lanzó por primera vez en abril de 2004. NVIDIA declaró en mayo de 2008 que ya no desarrollará ni dará soporte a los productos de software de Gelato.
Con el lanzamiento de Gelato 2.0, y en un esfuerzo por popularizar el renderizado acelerado por GPU (a diferencia del renderizado de CPU tradicional), Nvidia lanzó una versión gratuita de Gelato para PC. Algunas de las funciones más avanzadas de esta versión se bloquearon, como las que se utilizan para el renderizado de producción. Esto se hizo para alentar a los usuarios más profesionales a comprar el producto completo. Sin embargo, el 23 de mayo de 2008, Nvidia lanzó Gelato Pro como descarga gratuita sin ninguna licencia adicional. No viene con soporte de Nvidia, pero hay foros de usuarios.

## Historia
El renderizador original tenía un precio de varios miles de dólares estadounidenses (USD) por nodo. Con el fin de impulsar el producto en una base de usuarios más amplia, a finales de 2006, Nvidia decidió dividir el producto en dos versiones,[cita requerida] una versión gratuita llamada Gelato y una versión profesional llamada Gelato Pro, que se vendió por US $ 1,500 por nodo de renderizado. Gelato Pro ahora también se ofrece como descarga gratuita. La versión profesional incluye las siguientes características adicionales.
- Tecnología de reiluminación interactiva Nvidia Sorbetto
- Shadeops DSO
- Representación paralela de red
- Multihilo
- Soporte nativo de 64 bits
- Mantenimiento y soporte

Toda la 'Zona Gelato', incluido Gelato Pro 2.2, se eliminó del sitio web de Nvidia a fines de julio de 2008, a favor del nuevo motor de trazado de rayos OptiX basado en CUDA.